# Picaldi Jeans
Die Firma Picaldi Textile Product Marketing Limited Company ist Inhaber der Marken „Picaldi“, „Picaldi Jeans“, „PCL“, „PCLD“ und Picaldi ZICCO. Unter dem gleichnamigen Firmennamen produziert und verkauft die Picaldi Ltd. seit 1986 u. a. Jeans, Sweatshirts, T-Shirts, Jacken, Gürtel, Boxer-Shorts und sonstige markeneigene Textilien mit dem Logo „Picaldi“. Die Produktlinie umfasst vor allem Streetwear, insbesondere Jeans, Bomberjacken, Tarnhosen und Sweatshirts. Große Verbreitung erreichten und erreichen besonders die Modelle „Zicco“ und „New Zicco“, es handelt sich um Karottenjeans, d. h. um Jeans, die in Karottenform geschnitten sind. Die Modelle ähneln sehr stark den Modellen „Saddle“ und „New Saddle“ des Herstellers „Diesel“.

## Geschichte
Anfang der 1990er Jahre war die Picaldi Ltd. mit ihrer Firmeneigenmarke bzw. Designer-Label national in über 600 Vertriebsläden vertreten. Auf dem internationalen Markt belieferte Picaldi u. a. die Schweiz, Frankreich, Spanien, Russland, Polen und Deutschland.
Während des Zeitraumes von 2001 bis 2008 war für den deutschen Markt die Firma Picaldi Jeans GmbH mit Geschäftssitz in Berlin Vertriebspartner für Deutschland. Sie hatte ein ausschließliches und exklusives Vertriebsrecht für das Designer-Label Picaldi auf dem deutschen Markt. Das Unternehmen erzielte 2006 einen Umsatz von 5,8 Millionen Euro.
Vertriebspartner für den deutschlandweiten Großhandel ist seit November 2008 die Disoldi Company GmbH.
Das Modelabel hat Filialen in Berlin, des Weiteren in Braunschweig, Bremen, Hamburg, Hannover, Köln, München, Regensburg, Dresden und weiteren deutschen Städten sowie in Wien und Istanbul.